# Maximiliano Falcón
Maximiliano Joel Falcón Picart (Paysandú, 1 de mayo de 1997) es un futbolista uruguayo que juega de defensa. Actualmente juega para el Inter de Miami de la Major League Soccer.

## Trayectoria
Comenzó su carrera en las inferiores de Nacional en el año 2013. En 2015, el técnico Gustavo Munúa lo ascendió al primer equipo para realizar la pretemporada junto al plantel principal, disputando tres partidos amistosos.
En 2019 queda libre y firma con Rentistas de la segunda división. Realizó su debut en el clásico ante Cerrito con victoria 1-0.
En octubre de 2020 pasa al Colo-Colo a cambio de USD 650.000 por el 50% de su pase.
El 14 de enero de 2025, se confirma que será transferido al Inter de Miami por USD 2.500.000

## Estadísticas
| Club                          | Div           | Temporada     | Liga  | Liga  | Liga   | Copas nacionales | Copas nacionales | Copas nacionales | Torneos internacionales | Torneos internacionales | Torneos internacionales | Total | Total | Total  |
| Club                          | Div           | Temporada     | Part. | Goles | Asist. | Part.            | Goles            | Asist.           | Part.                   | Goles                   | Asist.                  | Part. | Goles | Asist. |
| ----------------------------- | ------------- | ------------- | ----- | ----- | ------ | ---------------- | ---------------- | ---------------- | ----------------------- | ----------------------- | ----------------------- | ----- | ----- | ------ |
| Rentistas · Uruguay           | 2.ª           | 2019          | 21    | 0     | 0      | —                | —                | —                | —                       | —                       | —                       | 21    | 0     | 0      |
| Rentistas · Uruguay           | 1.ª           | 2020          | 16    | 2     | 0      | —                | —                | —                | —                       | —                       | —                       | 16    | 2     | 0      |
| Rentistas · Uruguay           | Total club    | Total club    | 37    | 2     | 0      | 0                | 0                | 0                | 0                       | 0                       | 0                       | 37    | 2     | 0      |
| Colo-Colo · Chile             | 1.ª           | 2020          | 18    | 1     | 0      | 1                | 0                | 0                | —                       | —                       | —                       | 19    | 1     | 0      |
| Colo-Colo · Chile             | 1.ª           | 2021          | 19    | 2     | 0      | 6                | 0                | 0                | —                       | —                       | —                       | 25    | 2     | 0      |
| Colo-Colo · Chile             | 1.ª           | 2022          | 25    | 0     | 0      | 5                | 1                | 0                | 8                       | 0                       | 1                       | 38    | 1     | 1      |
| Colo-Colo · Chile             | 1.ª           | 2023          | 21    | 0     | 1      | 7                | 1                | 0                | 7                       | 0                       | 0                       | 35    | 1     | 1      |
| Colo-Colo · Chile             | 1.ª           | 2024          | 22    | 2     | 0      | 6                | 0                | 0                | 13                      | 1                       | 0                       | 41    | 3     | 0      |
| Colo-Colo · Chile             | Total club    | Total club    | 105   | 5     | 1      | 25               | 2                | 0                | 28                      | 1                       | 1                       | 158   | 8     | 2      |
| Inter de Miami Estados Unidos | 1.ª           | 2025          | 10    | 1     | 0      | 0                | 0                | 0                | 7                       | 0                       | 0                       | 17    | 1     | 0      |
| Inter de Miami Estados Unidos | Total club    | Total club    | 10    | 1     | 0      | 0                | 0                | 0                | 7                       | 0                       | 0                       | 17    | 1     | 0      |
| Total carrera                 | Total carrera | Total carrera | 152   | 8     | 1      | 25               | 2                | 0                | 35                      | 1                       | 1                       | 212   | 11    | 2      |
| 1. 2. 3.                      |               |               |       |       |        |                  |                  |                  |                         |                         |                         |       |       |        |

## Palmarés

### Campeonatos nacionales
| Título             | Equipo    | País    | Año  |
| ------------------ | --------- | ------- | ---- |
| Torneo Apertura    | Rentistas | Uruguay | 2020 |
| Copa Chile         | Colo-Colo | Chile   | 2021 |
| Supercopa de Chile | Colo-Colo | Chile   | 2022 |
| Primera División   | Colo-Colo | Chile   | 2022 |
| Copa Chile         | Colo-Colo | Chile   | 2023 |
| Primera División   | Colo-Colo | Chile   | 2024 |
| Supercopa de Chile | Colo-Colo | Chile   | 2024 |

### Distinciones individuales
| Distinción                                 | Año  |
| ------------------------------------------ | ---- |
| Equipo ideal del año en la Gala Crack Easy | 2023 |